# Carneri
I Carneri furono una famiglia di scultori e pittori attivi tra il XVI e il XVII secolo. Originari di Tierno, attualmente frazione del comune di Mori in Trentino, operarono prevalentemente nell'allora Principato vescovile di Trento e in Veneto. Il membro più illustre della famiglia fu Mattia Carneri, attivo principalmente nella Repubblica di Venezia.

## Storia

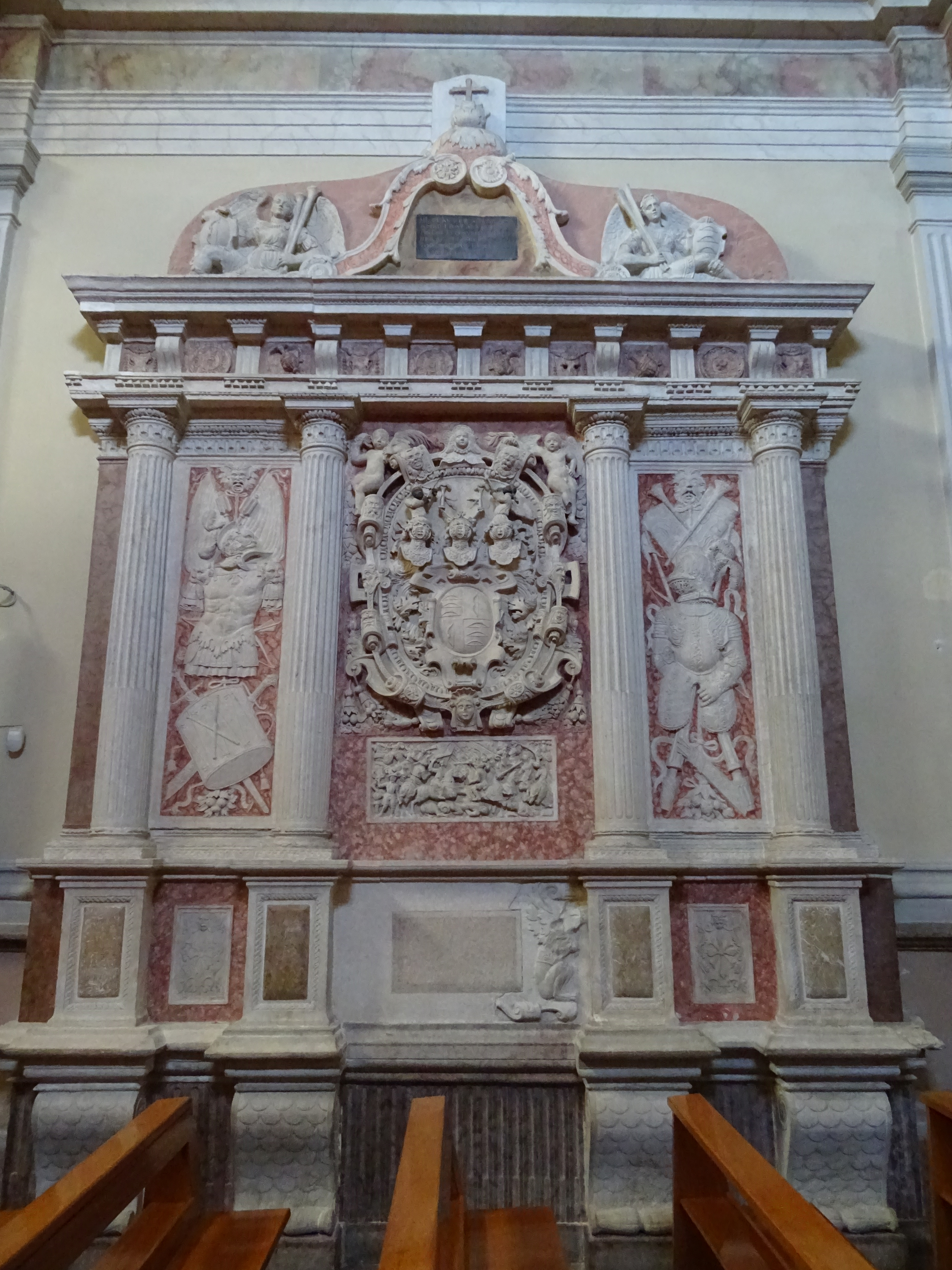
Monumento funebre di Giambattista e Francesco d'Arco, 1580-1595, chiesa della Madonna del Carmine a Sarche (Madruzzo)

Giovanni Domenico Carneri, attestato a partire dal 1548, fu molto attivo al servizio dei Madruzzo. Oltre all'esecuzione di apparati trionfali, della quale non è rimasto nulla, fu molto attivo anche come scultore, anche se gli può essere attribuita con certezza soltanto la fronte di camino del Castello di Velturno (1581), fatto edificare dal principe vescovo di Bressanone Johann Thomas von Spaur. La critica riunisce poi una serie di monumenti, in particolare funebri, alla sua produzione, rifacendosi in particolare alle due figure allegoriche ricorrenti in più opere, la Fama e la Vittoria. Fu inoltre pittore, ma della sua opera pittorica ci restano soltanto gli stemmi dipinti sul frontespizio del Libro della Cittadinanza nel 1577.
Paolo Carneri fu il primo figlio di Giovanni Domenico, documentato a fianco del padre nel 1577 durante la realizzazione dell'arco in onore del cardinale Andrea d'Austria. Una delle sue opere più importanti è il Monumento funebre di Ludovico Lodron (1600), nel Duomo di Trento, che si allontana dalla precedente produzione clesiana, mettendo da parte l'accostamento cromatico di bianco e rosso, spostandosi verso la bicromia bianco e nero.

## Discendenza
|                                 |                                            |                               |                               |
|                                 | Domenico Carneri pittore †1533 ca.         |                               |                               |
|                                 |                                            |                               |                               |
|                                 |                                            |                               |                               |
|                                 | Simone Carneri pittore (doc. 1530-1535)    |                               |                               |
|                                 |                                            |                               |                               |
|                                 |                                            |                               |                               |
|                                 | Giovanni Domenico Carneri (doc. 1548-1582) |                               |                               |
|                                 |                                            |                               |                               |
|                                 |                                            |                               |                               |
| Simone Carneri *1565 †post 1595 | Simone Carneri *1565 †post 1595            | Paolo Carneri *1560 ca. †1629 | Paolo Carneri *1560 ca. †1629 |
|                                 |                                            |                               |                               |
|                                 |                                            |                               |                               |
|                                 |                                            | Mattia Carneri *1592 †1673    |                               |
|                                 |                                            |                               |                               |
|                                 |                                            |                               |                               |
|                                 |                                            | Antonio Carneri               |                               |

## Opere

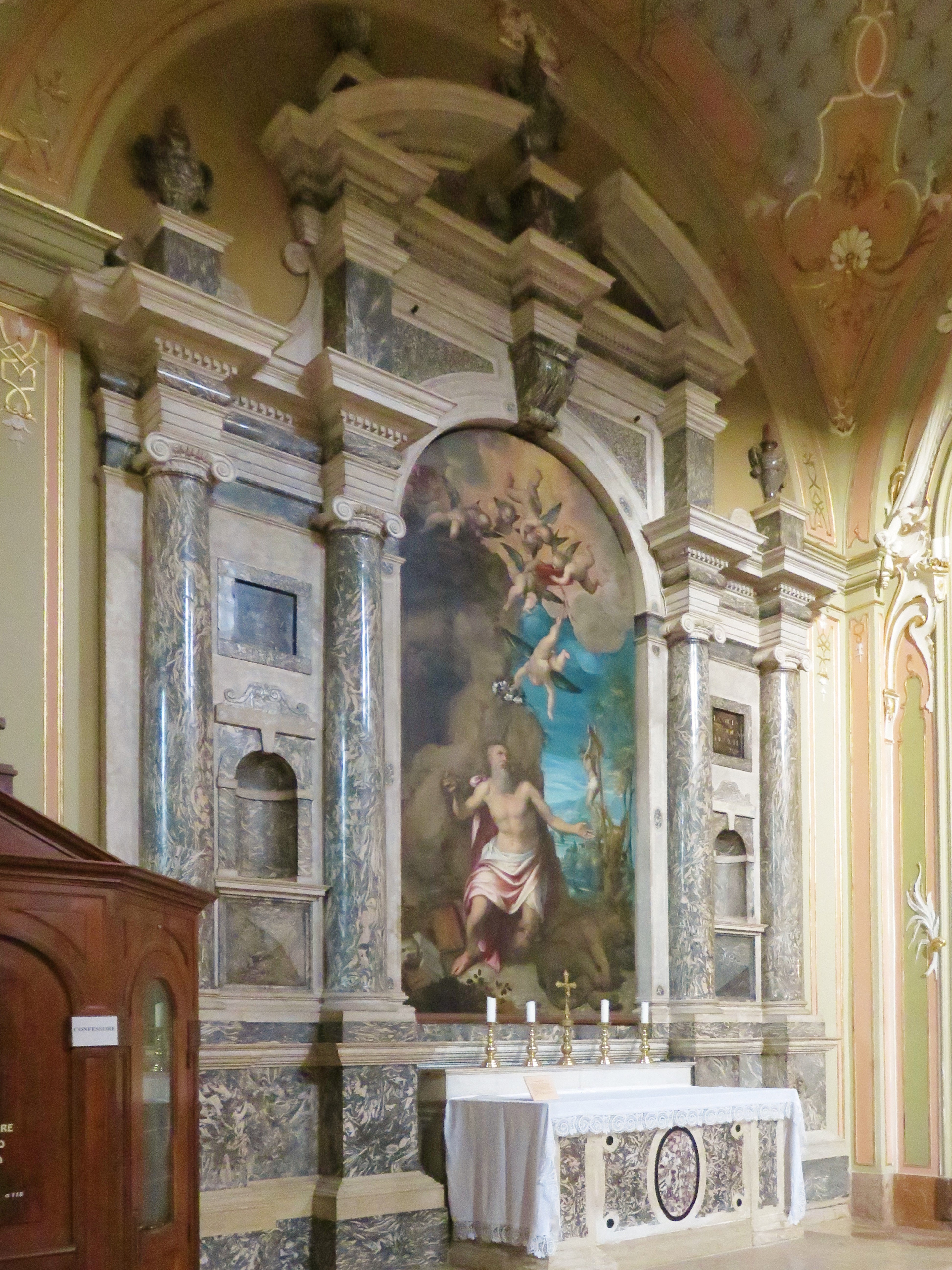
Altare Savioli, 1599, chiesa di San Marco a Rovereto

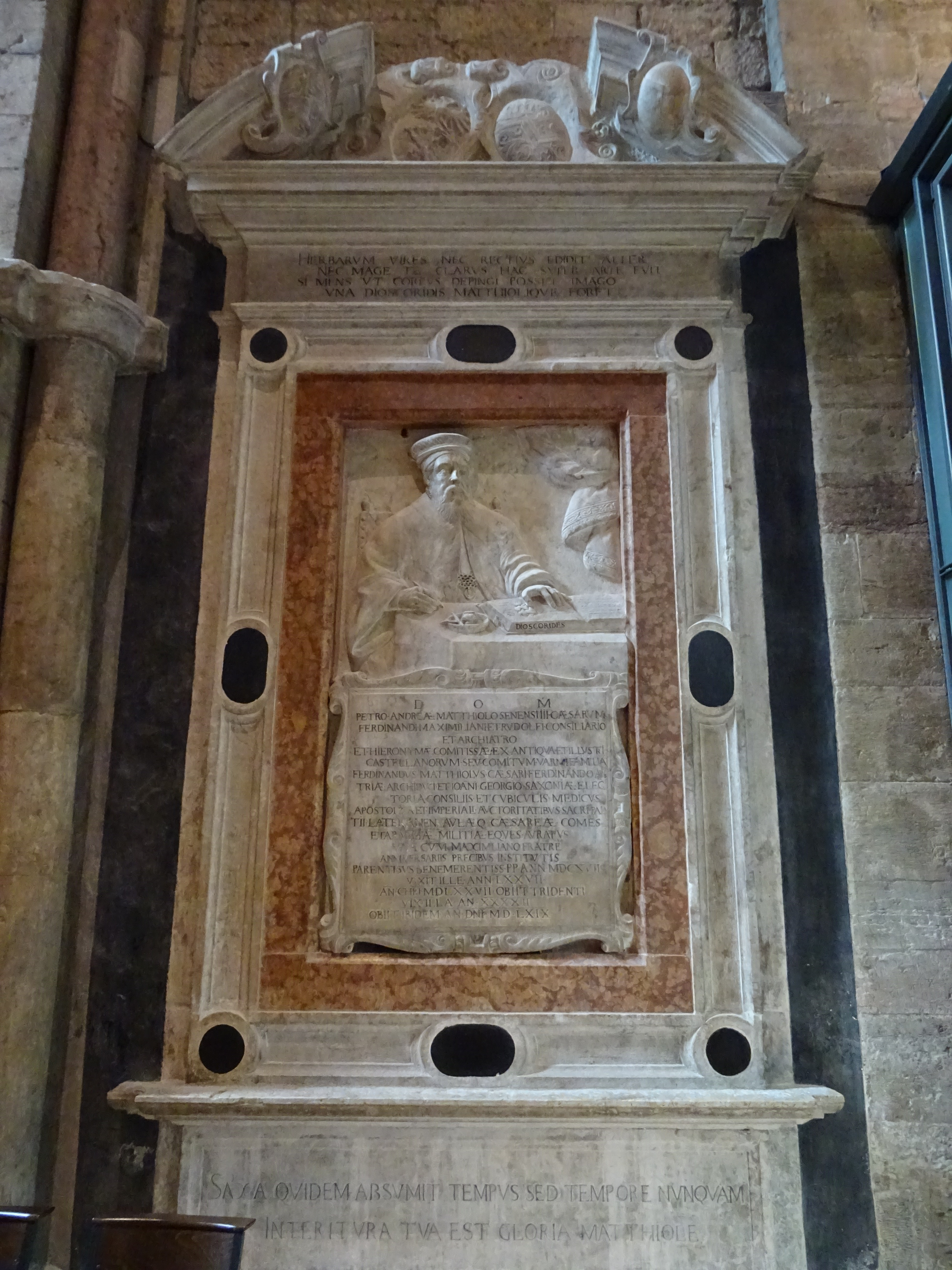
Monumento funebre del botanico Andrea Mattioli, 1617, Duomo di Trento

### Giovanni Domenico Carneri
- Monumento sepolcrale della famiglia Thun, 1549, parete sinistra del presbiterio della chiesa di Santa Maria Assunta a Vigo di Ton[4]
- Monumento sepolcrale Trapp, 1555-1560, cappella di Sant'Anna nella chiesa di Sant'Agata a Besenello. La lastra tombale destra vede accostati gli stemmi Trapp e Fuchs; la lastra tombale sinistra accoglie gli stemmi Trapp e Wolkenstein[5]
- Portale, ante 1563, Palazzo Firmian a Trento[6]
- Monumento funebre di Alessio Sbardellati, 1565, chiostro della chiesa di Santa Maria del Carmine a Rovereto (attribuito da Luca Siracusano)[7][8]
- Monumento sepolcrale di Giorgio Firmian, 1573, chiesa della Natività di Maria a Pergine Valsugana[9]
- Targa di Giacomo de Ferrari, 1578, Casa de Ferrari (ex-canonica) a Revò (Novella)[10]
- Castello di Velturno a Velturno: fronte di camino (1581) e targa marmorea all'ingresso
- Monumento funebre di Giambattista e Francesco d'Arco, 1580-1595, chiesa della Madonna del Carmine a Sarche (Madruzzo). In collaborazione con i figli Paolo e Simone, poiché egli risulta già morto nel 1588 e il monumento riporta la data di conclusione dei lavori, 1595[11]

### Paolo Carneri
- Monumento funebre del canonico Simone Thun, 1584, pietra rossa ammonitica di Trento, 200 x 100 cm, transetto meridionale del Duomo di Trento[12]
- Altare maggiore, 1588-1590, chiesa di Santa Maria Maggiore a Trento. In collaborazione con il fratello Simone Carneri: l'altare fu sostituito nel 1631, ma è possibile vederlo in un quadro del Museo diocesano tridentino[13]
- Monumento funebre del canonico Girolamo Roccabruna, 1599, pietra bianca ammonitica di Trento, 355 x 116 cm, quarta campata della navata settentrionale del Duomo di Trento[14]
- Altare Savioli, 1599, marmo breccia viola, chiesa di San Marco a Rovereto. Uno dei primi altari marmorei trentini, attribuito a Paolo Carneri per via della presenza di nicchie laterali fuori scala rispetto ad altri elementi architettonici, del tutto simili a quelli del Monumento di Ludovico Lodron[15]
- Monumento funebre di Ludovico Lodron, 1600, marmo bianco di Carrara, pietra di paragone, 480 x 290 cm, transetto sud del Duomo di Trento[16]
- Palazzo Fugger-Galasso a Trento: finestre della facciata principale (1602)[17]
- Monumento funebre di Giovanni Arbogasto Thun e Giuditta d'Arco, 1611, parete destra della chiesa di Santa Maria Assunta a Malé[18]
- Monumento funebre del botanico Andrea Mattioli, 1617, pietra bianca e rossa ammonitica di Trento, pietra di paragone, 490 x 234 cm, navata meridionale del Duomo di Trento, a destra della porta di ingresso principale[19]
- Monumento funebre del canonico Ernesto Wolkenstein, 1621, pietra bianca ammonitica di Trento, 220 x 140 cm, transetto meridionale del Duomo di Trento. In collaborazione con il figlio Mattia

### Simone Carneri
- Tabernacolo a tempietto, 1593-1598, chiesa dei Santi Pietro e Paolo a Brentonico. Sono attribuiti a Simone Carneri anche i leoni in marmo rosso e le statue di S. Paolo e S. Pietro[20][21]
- Leoni stilofori, ultimo quarto del Cinquecento, chiesa dei Santi Vigilio e Valentino a Vezzano. La coppia di leoni in pietra rossa proviene da Castel Madruzzo

### Mattia Carneri
- Monumento funebre del canonico Ernesto Wolkenstein, 1621, pietra bianca ammonitica di Trento, 220 x 140 cm, transetto meridionale del Duomo di Trento. Il monumento fu realizzato dal padre Paolo Carneri in collaborazione con il figlio, che fu pagato uno zecchino per aver aiutato il padre.[22]
- Altare maggiore, 1626, chiesa dei Servi di Maria a Innsbruck
- Tabernacolo, 1630, Duomo di Treviso, dal 2000 al Museo diocesano[23]
- Monumento funerario per il doge Francesco Erizzo, 1634-1643, parete destra del transetto della chiesa di San Martino a Venezia
- Altare maggiore, 1637-1660 ca., basilica dei Santi Giovanni e Paolo a Venezia.
- Altare della Beata Vergine, 1644-1647, transetto destro del Duomo di Padova[24]
- Monumento a Gian Domenico Sala, 1644-1648, parete occidentale della navata destra della basilica del Santo a Padova. Carneri è autore inoltre delle due figure allegoriche (Allegoria del Tempo e Allegoria della Fama) e del busto[25]
- Altare di S. Francesco, 1648-1651, basilica del Santo a Padova
- Altare maggiore, 1657-1658, santuario della Madonna delle Laste a Trento. I lavori si interruppero nel 1658 e vennero ripresi da Jacopo Antonio Pozzo[26][27]